# Wald von Baban Rafi
Der Wald von Baban Rafi (französisch Forêt de Baban Rafi) ist eine Savannenlandschaft im Süden Nigers.

## Geografie
Die Landschaft erstreckt sich an der Staatsgrenze zu Nigeria rund um das namensgebende Dorf Baban Rafi im Süden der Region Maradi. Weitere bedeutende Siedlungen in und um den Wald von Baban Rafi sind Dan Kano, Lilli, Moullé Sofoua und Rourouka Kada. Die wichtigsten ethnischen Gruppen in dem Gebiet sind Katsinawa, Gobirawa, Tagamawa, Adarawa, Zamfarawa und Kanuri, ferner Fulbe und Tuareg. Die Bevölkerungsdichte stieg in den ersten Jahrzehnten des 21. Jahrhunderts deutlich an.
Angaben zur Fläche des eigentlichen Waldes von Baban Rafi variieren zwischen 35.540 und 39.000 Hektar. Diese Flächenangaben beziehen sich nicht unbedingt auf ein durchgängig bewaldetes Gebiet. Zwei insgesamt 36.904 Hektar große Teilgebiete stehen unter Naturschutz: die 12.000 Hektar große Forêt de Baban Rafi in den Gemeinden Gabi, Safo und Sarkin Yamma und die 24.904 Hektar große Forêt de Baban Rafi nord in der Gemeinde Guidan Sori. Im weiteren Sinn bezeichnet der Wald von Baban Rafi eine der agroökologischen Makrozonen Nigers. Diese weist eine Fläche von 166.800 Hektar auf und reicht im Norden bis zum Goulbi de Maradi beziehungsweise auch in die Gemeinden Djiratawa, Madarounfa und Tibiri.
Klimatisch gehört die Landschaft zur Sahelzone. Die durchschnittliche jährliche Niederschlagsmenge beträgt hier etwa 350 mm und die Anzahl der jährlichen Regentage zwischen 30 und 50. Die Niederschläge fallen in der Regel ausschließlich in den Monaten von Mai bis September und variieren von Jahr zu Jahr stark. Die heißesten Monate sind April und Mai, die kühlsten Dezember und Januar.

## Flora und Fauna
Der Wald von Baban Rafi ist das weitläufigste und am dichtesten baumbestandene waldartige Gebiet in der Region Maradi. Er bildet eine Savannenlandschaft, in der je nach Bodenfeuchte und weiteren Bodeneigenschaften eher Bäume, Büsche oder Gräser vorherrschen. Unter den Flügelsamengewächsen sind in erster Linie die Arten Kinkéliba (Combretum micranthum), Combretum nigricans und Guiera senegalensis vertreten. Die Baumart Prosopis africana ist mehr und mehr rückläufig. Bei den krautigen Pflanzen dominieren Aristida adscensionis und Zornia glochidiata. Hinzukommen Eragrostis tremula und Mitracarpus scaber auf landwirtschaftlichen Anbauflächen sowie Sandmalven (Sida cordifolia) und Acanthospermum hispidum auf Brachflächen. Die Verringerung der Vegetation bewirkte eine Bodenerosion.
Der Wildtierbestand ging im 20. Jahrhundert auf Grund des allgemeinen Niedergangs des Lebensraums und infolge von Wilderei massiv zurück. Zuvor waren hier reichlich Löwen, Geparden, Hyänen, Büffel, Elefanten, Giraffen, Gazellen und Affen anzutreffen. Im Jahr 1993 wurden im Wald von Baban Rafi noch 25 Säugetierarten, 350 Vogelarten und etwa zehn Reptilienarten erfasst. Vor allem in den Schutzgebieten siedelten sich später wieder kleinere Wildtiere an.

## Wirtschaftliche Nutzung
Im Wald von Baban Rafi werden jährlich 38.000 Raummeter Holz produziert (Stand: 2010). Das Holz ist für die Regionalhauptstadt Maradi bestimmt. Die Zeiten, in denen nur der Wald von Baban Rafi den Bedarf an Brennholz in der wachsenden Großstadt decken konnte, sind jedoch schon lange vorbei. Die landwirtschaftliche Nutzung des Waldes von Baban Rafi ist durch mangelnde Wasserressourcen eingeschränkt. Im Bereich der Subsistenzwirtschaft werden Hirse und Sorghum angebaut. Für den Verkauf bestimmt sind Pflanzungen von Augenbohnen, Erderbsen, Erdmandeln, Erdnüssen, Sauerampfer und Sesam. Wichtig ist das Gebiet für die Wanderweidewirtschaft. Ferner wird Imkerei betrieben.